# Pierre Ceyrac
Padre Pierre Ceyrac, conosciuto come Père Ceyrac (Meyssac, 4 febbraio 1914 – Chennai, 30 maggio 2012), è stato un gesuita e missionario francese, conosciuto per le sue operazioni umanitarie in India.

## Biografia
Nato in una famiglia borghese di Corrèze (suo fratello François Ceyrac sarà presidente del CNPF negli anni ottanta), il giovane Pierre è stato attratto dalla vita religiosa fin dall'infanzia. 
Nel 1936, all'età di 22 anni, allora giovane studente gesuita, decise di partire come missionario in India, paese al quale ha dedicato più di 60 anni della sua vita .
Nel 1945, dopo essere stato ordinato sacerdote diventò responsabile dell'associazione degli studenti cattolici dell'India (AICUF); ma, quasi subito, si accorse che lo stato di miseria che vedeva attorno a sé necessitava di azioni più concrete. Dopo un incontro con Gandhi nel 1946, Ceyrac iniziò a denunciare il sistema delle caste e decise di impegnarsi con i più poveri (i paria).

## Azioni
Radunata attorno a sé una rete di studenti, ha avviato la costruzione di alloggi per i senzatetto e i lebbrosi. 
Poi ha avviato la realizzazione di migliaia di pozzi in India meridionale ed ha creato un modello di azienda agricola a Manamadurai, nel Tamil Nadu, per mostrare come fertilizzare i terreni incolti. Sono oltre 250 000 le persone che beneficiano di tali strutture . 
Dopo un incontro con Madre Teresa, ha iniziato a dirigere le proprie energie verso la cura degli orfani. Ha diretto fino ad ora  diversi orfanotrofi aventi più di 30.000 bambini , insieme a diversi programmi di aiuto verso i prigionieri, i poliomielitici e gli Paria. 
Dal 1980 al 1993, è stato inviato insieme ad un gruppo di volontari del Servizio dei Gesuiti per i Rifugiati in Thailandia per soccorrere le migliaia di rifugiati cambogiani fuggiti dal regime di Pol Pot.
Poi è tornato a Chennai (ex Madras), dove, all'età di 94 anni, continua a lavorare dando aiuto ai bambini orfani e alle vittime dello Tsunami.

## Onorificenze
Nel 2003 il presidente francese Chirac gli ha consegnato il premio dell'Académie Universelle des Cultures, definendolo un'icona dell'umanitarismo mondiale al pari di madre Teresa e di san Vincenzo de' Paoli.

## Opere
- Pellegrino delle Frontiere, Jaca Book
- Tutto ciò che non è dato è perso!, Jaca Book
- Le Mie radici sono in cielo,  Jaca Book